# Cinco Dinastías
El periodo de las cinco dinastías y diez reinos (chino tradicional: 五代十國, chino simplificado: 五代十国, Wade-Giles: wu³ dai4 shi² guo², pinyin: wǔ dài shí guó) o, abreviadamente, las Cinco Dinastías, fue una etapa de la historia de China que duró desde el 907 al 960.
Fue una época de inestabilidad política situada cronológicamente entre las dinastías Tang y Song.
Tradicionalmente, se considera que esta época comienza con la caída de la dinastía Tang en 907 y alcanza su punto álgido con la fundación de la dinastía Song en 960. En los 19 años siguientes, la dinastía Song sometió gradualmente a los estados restantes del sur de China, pero la dinastía Liao aún permanecía en el norte de China (finalmente sucedida por la dinastía Jin), y la dinastía Xia Occidental se estableció finalmente en el noroeste de China.
Muchos estados habían sido de facto independientes mucho antes de 907, a medida que disminuía el control de la dinastía Tang sobre sus numerosos funcionarios fanzhen, pero el acontecimiento clave fue su reconocimiento como soberanos por las potencias extranjeras. Tras el colapso de la dinastía Tang, varios señores de la guerra de la Llanura Central se coronaron emperadores. Durante el periodo de 70 años, hubo una guerra casi constante entre los reinos emergentes y las alianzas que formaron. Todos tenían como objetivo final controlar la Llanura Central y establecerse como sucesores de los Tang.
El último de los regímenes de las Cinco Dinastías y los Diez Reinos fue Han del Norte, que resistió hasta que Song lo conquistó en 979. Durante los siglos siguientes, aunque los Song controlaron gran parte del sur de China, coexistieron junto a la dinastía Liao, la dinastía Jin y varios otros regímenes del norte de China, hasta que finalmente todos ellos se unificaron bajo la dinastía Yuan.
Las cinco dinastías son las siguientes:
- Dinastía Liang posterior (後梁, 907-666)
- Dinastía Tang posterior (後唐, 923-936)
- Dinastía Jin posterior (後晉, 936-947)
- Dinastía Han posterior (後漢, 947-951)
- Dinastía Zhou posterior (後周, 951-960)

Los diez reinos:
- Yang-wu (楊吳, 902-937)
- Wu-yüeh (吳越, 907-978)
- Ma-ch'u (馬楚, 907-951)
- Shu anterior (前蜀, 907-925)
- Shu posterior (後蜀, 934-965)
- Min (閩, 909-945)
- Han meridional (南漢, 917-971)
- Ching-nan (荊南, 924-963)
- T'ang meridional (南唐, 937-975)
- Han septentrional (北漢, 951-979)

## Antecedentes

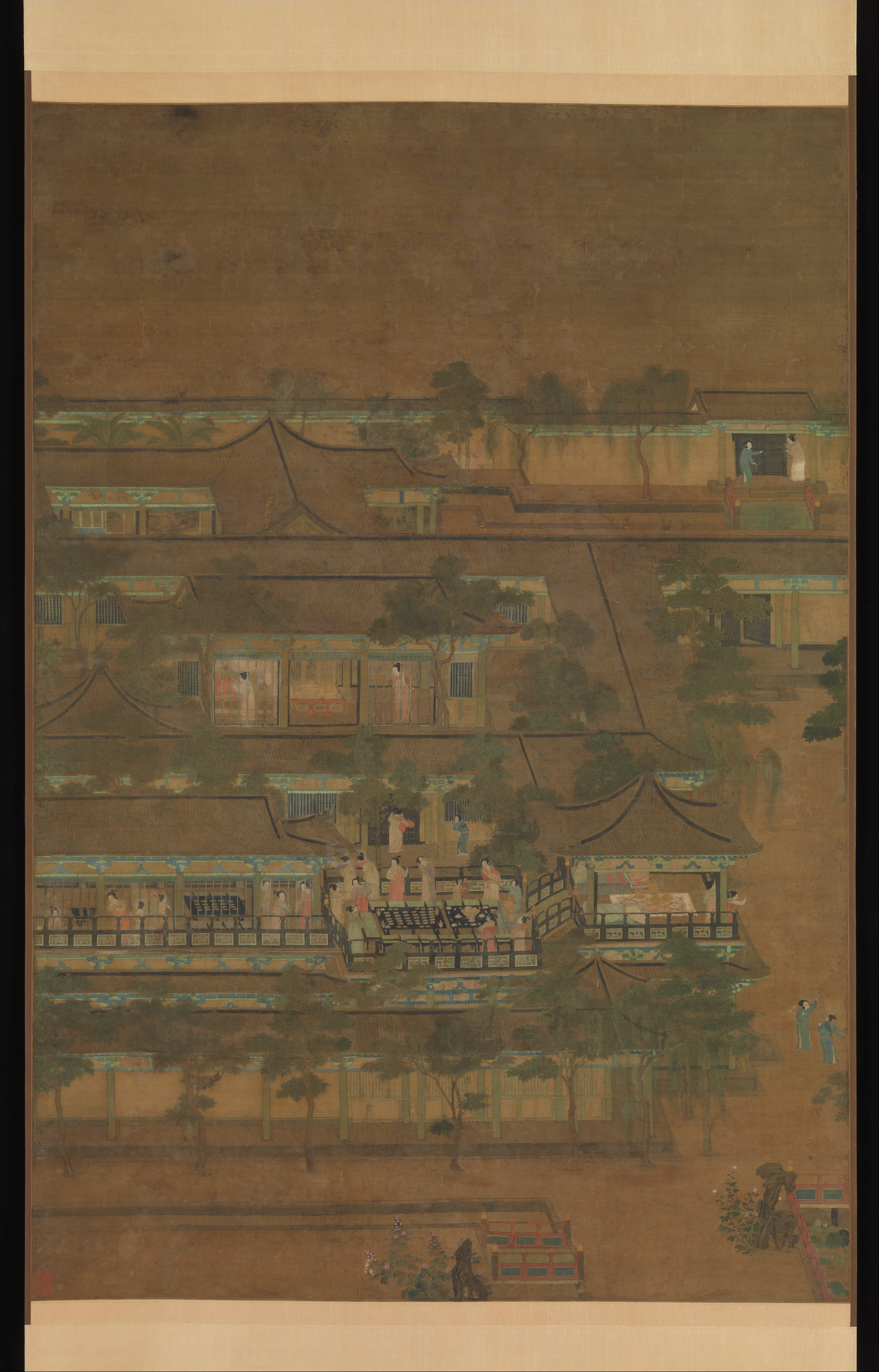
Banquete de Palacio de Anónimo, periodo de las Cinco Dinastías y los Diez Reinos

En este periodo fue un resultado directo de la ruptura política al final de la dinastía Tang, que vio como el poder se escapaba de las manos del gobierno imperial hacia las de gobernadores militares regionales (jiedushi). La rebelión Huang Chao (875-884) también propinó un severo golpe a la autoridad del gobierno central. A principios del siglo X, el gobierno central conservaba escaso control sobre los poderosos jiedushi, que eran de facto independientes.
Hacia el final de la dinastía Tang, el gobierno imperial concedió mayores poderes a los jiedushi, los gobernadores militares regionales. Las rebeliones de An Lushan (755-763) y Huang Chao debilitaron al gobierno imperial, y a principios del siglo X los jiedushi gozaban de independencia de facto de su autoridad. En las últimas décadas de la dinastía Tang, ya ni siquiera eran nombrados por la corte central, sino que desarrollaron sistemas hereditarios, de padre a hijo o de patrón a protegido. Tenían ejércitos propios que rivalizaban con los «ejércitos de palacio» y amasaron enormes riquezas, como atestiguan sus suntuosas tumbas. Debido al declive de la autoridad central de los Tang tras la Rebelión de An Lushan, hubo una tendencia creciente a superponer grandes administraciones regionales sobre los antiguos distritos y prefecturas que se habían utilizado desde la dinastía Qin (221-206 a. C.). Estas administraciones, conocidas como comisiones de circuito, se convertirían en los límites de los posteriores regímenes del Sur; muchos comisionados de circuito llegaron a ser emperadores o reyes de estos estados.
El historiador Hugh Clark propuso un modelo en tres etapas de las tendencias políticas generales durante este periodo. La primera etapa (880-910) comprende el periodo entre la rebelión de Huang Chao y el final formal de la dinastía Tang, que vio luchas caóticas entre señores de la guerra que controlaban aproximadamente una o dos prefecturas cada uno. La segunda etapa (910-950) vio cómo los distintos caudillos se estabilizaban y ganaban suficiente legitimidad para proclamar nuevas dinastías. La tercera etapa (950-979) vio la reunificación forzosa de China por la dinastía Zhou Posterior y su sucesora, la dinastía Song, y la desmilitarización de las provincias. El sur de China, dividido en varios reinos dinásticos independientes, era más estable que el norte, que veía constantes cambios de régimen. En consecuencia, los reinos del Sur pudieron embarcarse en el comercio, la recuperación de tierras y los proyectos de infraestructuras, sentando las bases para el auge económico de la dinastía Song. Este cambio económico hacia el sur también condujo a una vasta migración hacia el sur.

## El norte
Zhu Wen era el más poderoso militar de la época en el norte de China. Originalmente miembro del ejército rebelde de Huang Chao, se rindió a la dinastía Tang y fue un elemento crucial en la supresión de la rebelión. Por esto le fue dado el título de jiedushi de Xuanwu. Tras unos pocos años había consolidado su poder destruyendo a sus vecinos, y fue capaz de forzar el traslado de la capital imperial a Luoyang, que estaba bajo su control. En el 904 había hecho matar al emperador Zhaozong y había puesto a su hijo de trece años en el trono como un gobernante títere. Más tarde proclamó la fundación de la dinastía Liang posterior, con el mismo como emperador.
Por ese entonces, muchos de sus rivales habían declarado sus propios regímenes independientes, y no todos ellos reconocían a la nueva dinastía como señor supremo. Particularmente, Li Cunxu y Liu Shouguang se oponían al nuevo régimen, y lucharon por el control del norte de China. Li Cunxu en concreto tuvo bastante éxito. Después de derrotar en el 915 a Liu Shouguang (que había proclamado el imperio Yan en el 911), Li Cunxu se autoproclamó emperador en el 923 y, a los pocos meses, barrió el régimen de Liang posterior, reemplazándolo con la dinastía Tang posterior. Bajo su mando, la mayor parte del norte de China fue reunificado de nuevo, y en el 925 consiguió conquistar a Shu anterior, un régimen que había surgido en Sichuan.
La dinastía Tang posterior tuvo unos pocos años de calma relativa. Sin embargo, pronto la inquietud empezó a formarse de nuevo. En el 934 Sichuan se independizó de nuevo como Shu posterior. En el 936, Shi Jingtang, un jiedushi basado en Taiyuan, se rebeló con la ayuda del imperio kitán de Manchuria. En respuesta a su ayuda, Shi Jingtang prometió a los Kitán dieciséis prefecturas en el área de Yoyun (actual norte de la provincia de Heibei y Pekín) y un tributo anual. La rebelión tuvo éxito, y Shi Jingtang se convirtió en el emperador de la dinastía Jin posterior en ese mismo año.
Después de la fundación de Jin posterior, los kitán comenzaron a verles cada más como su apoderado en China. En el 943 decidieron tomar la tierra por sí mismos, y en el periodo de tres años habían llegado a la capital situada en Kaifeng, llevando a su fin a la dinastía Jin posterior. Sin embargo, fueron incapaces (o no tuvieron voluntad) de mantener las vastas tierras de China que habían conquistado, y retrocedieron al poco tiempo durante el transcurso del siguiente año.
Para llenar este vacío, un jiedushi llamado Liu Zhiyuan entró en la capital imperial en el 947, proclamando la dinastía Han posterior. Esta fue la dinastía de más corta vida de las cinco, puesto que un golpe en el 951 llevó a la entronización del general Guo Wei y al comienzo de la dinastía Zhou posterior. Sin embargo, Liu Chong, un miembro de la familia imperial de Han posterior, creó el régimen de Han septentrional en Taiyuan, y buscó la ayuda de Kitán para derrotar a Zhou posterior.
Después de la muerte de Guo Wei en el 951, su hijo adoptado Chai Rong le sucedió en el trono y comenzó a perseguir una política de expansión y reunificación. En el 954 derrotó a las fuerzas combinadas de Han septentrional y Kitán, acabando con sus esperanzas de destruir a Zhou posterior. Entre el 956 y el 958 Zhou posterior infligió severas derrotas a Tang meridional, la más poderosa dinastía en el sur de China, forzando a ceder todo el territorio al norte del río Yangzi. En el 959 Chai Rong atacó al imperio Kitán en una apuesta por recuperar los territorios cedidos durante la dinastía Jin posterior, y se apuntaron varias victorias antes de sucumbir a la enfermedad.
En el 960, el general Zhao Kuangyin perpetró un golpe y se apropió del trono, fundado la dinastía Song septentrional. Este hecho marca el fin oficial del periodo de las Cinco Dinastías y los Diez Reinos. En las dos décadas posteriores, Zhao Kuangyin y su sucesor Zhao Kaungyi derrotaron a todos los otros estados restantes que quedaban en China, conquistado a Han septentrional en el 979 y reunificando China completamente en el 982.
Según Nicholas Tackett, las tres provincias de Hebei (Chengde, Youzhou, Weibo) pudieron mantener una autonomía mucho mayor respecto al gobierno central tras la rebelión de An Lushan. Con su administración bajo control militar local, estas provincias nunca presentaron ingresos fiscales, y las gobernaciones se convirtieron en sucesiones hereditarias. Entablaron guerras ocasionales con el gobierno central, o entre sí, y Youzhou parecía dirigir su propia política exterior. Esto significó que la cultura de estas provincias del noreste empezó a divergir de la capital. Muchas de las élites de la China post-Tang, incluidos los futuros emperadores de la dinastía Song, procedían de esta región.
Las administraciones de las Cinco Dinastías y de principios de la dinastía Song compartían el patrón de proceder desproporcionadamente de las familias de los gobernadores militares del norte y noroeste de China (Hebei, Shanxi, Shaanxi), de su personal y de los burócratas que servían en las capitales de las Cinco Dinastías. Estas familias habían ascendido a la prominencia debido al desmoronamiento de la autoridad central después de la Rebelión de An Lushan, a pesar de carecer de ascendencia estimada. El historiador Deng Xiaonan argumentó que muchas de estas familias militares, incluida la Familia imperial Song, eran de ascendencia mixta Han china-turca-Kumo Xi. 

## El Sur

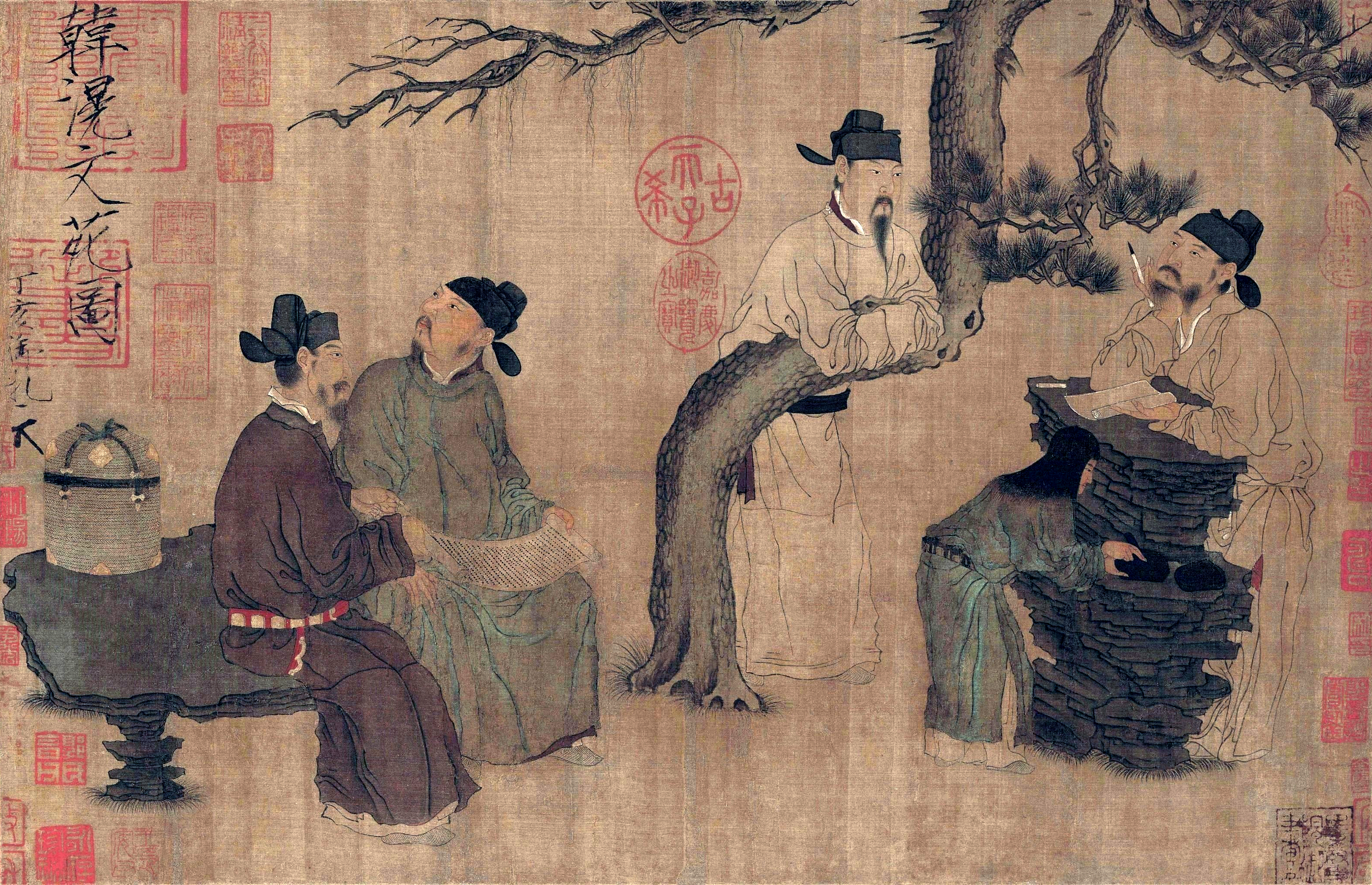
Dinastía song

A diferencia del norte de China, donde las dinastías se sucedían una tras otra en rápida sucesión, los regímenes del sur de China existieron de forma más o menos concurrente, ciñéndose cada uno a un área geográfica específica.
Por el 920, Wu se había establecido en las provincias actuales de Jiangsu, Anhui y Jiangxi; Wuhue estaba establecido en su mayor parte en la provincia moderna de Zhejiang, Min en Fujian, Han meridional en Cantón, Chu en Hunan, Jingnan en Jianglin (provincia de Hubei) y Shu anterior en Sichuan. Sichuan cayó bajo el control del norte en el 925, pero en el 934 recuperó su independencia como Shu posterior. En el 937 Wu fue reemplazado por Tang meridional.
Aunque más estable en su totalidad que el norte de China, el sur también fue hecho pedazos por la guerra. Wu tuvo escaramuzas con sus vecinos en una tendencia que continuó según Wu era reemplazado por Tang meridional. En los 940 Min y Chu pasaron por crisis internas de las que Tang meridional rápidamente supo sacar provecho, destruyendo a Min en el 945 y a Chu en el 951 (pese a todo restos de Min y Chu sobrevivieron en la forma de Qingyuan Jiedushi y Wuping Jiedushi por muchos años). Con esto, Tang meridional se convirtió indiscutiblemente en el régimen más poderoso del sur de China. Sin embargo, fue incapaz de derrotar las incursiones de la dinastía Tang posterior entre el 956 y el 958, y rindió todas sus tierras al norte del río Yangzi.
La dinastía Song septentrional, establecida en el 960, estaba determinada a reunificar China. Jingnang y Wuping fueron borrados del mapa en el 963, Shu posterior en el 965, Han meridional en el 971, Tang meridional en el 975. Finalmente, Wuyue y Qingyuan cedieron su territorio a los Song septentrionales en el 978, dejando a todo el sur de China bajo el control del gobierno central.

## Cinco Dinastías

### Liang posterior(907-923)

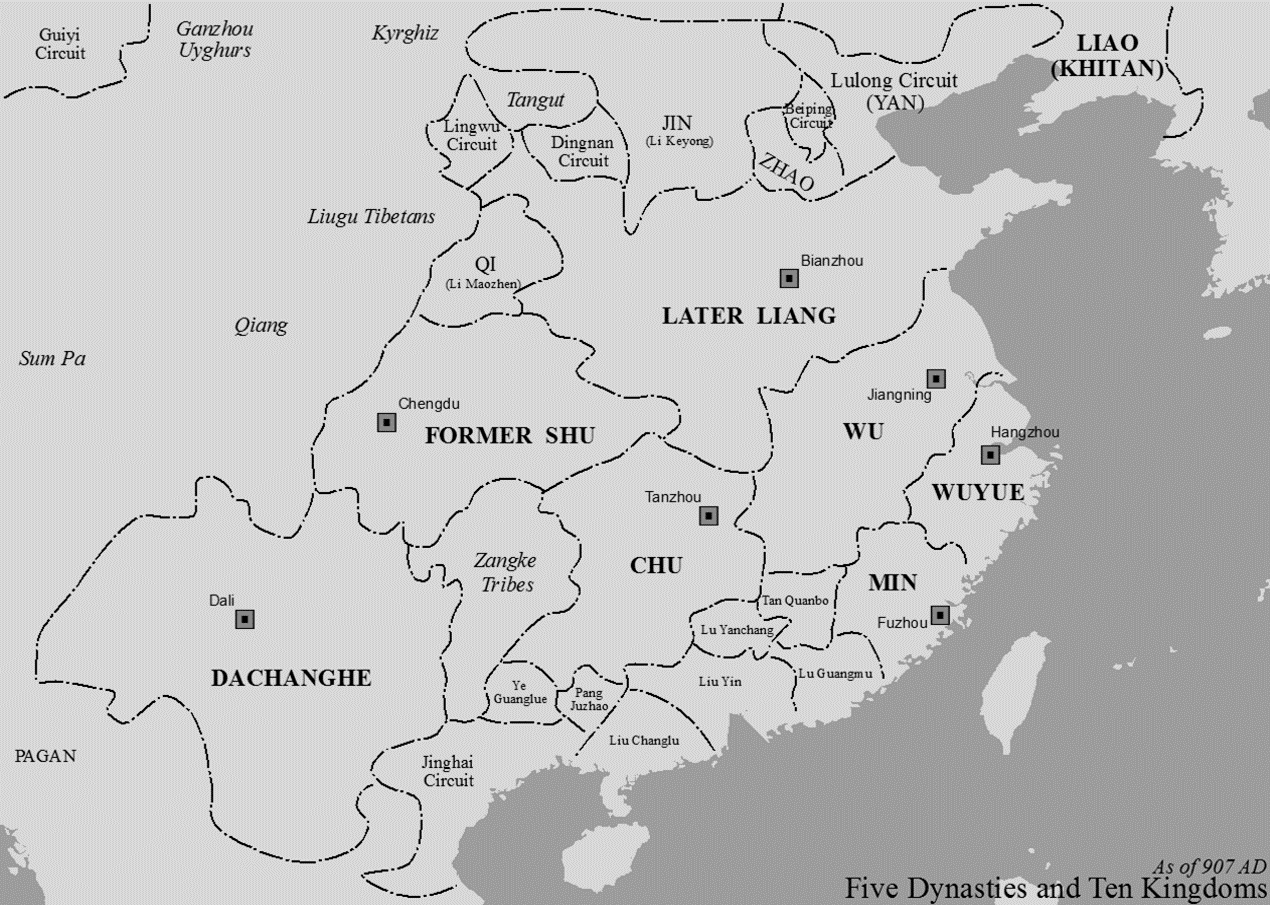
Liang posterior en 907 d. C.

Durante la dinastía Tang, el caudillo Zhu Wen fue originalmente miembro del ejército rebelde de Huang Chao, asumió un papel crucial en la represión de la Rebelión de Huang Chao. Por esta función, se le concedió el título de Xuanwu Jiedushi. En pocos años, consolidó su poder destruyendo a sus vecinos y forzando el traslado de la capital imperial a Luoyang, que se encontraba dentro de su región de influencia. En 904, ejecutó al emperador Zhaozong de Tang y nombró gobernante subordinado al hijo de 13 años de Zhaozong, el emperador Ai de Tang. Tres años más tarde, indujo al niño emperador a abdicar en su favor. Entonces se proclamó emperador, iniciando así el Liang Posterior.

### Tang posterior (923-936)

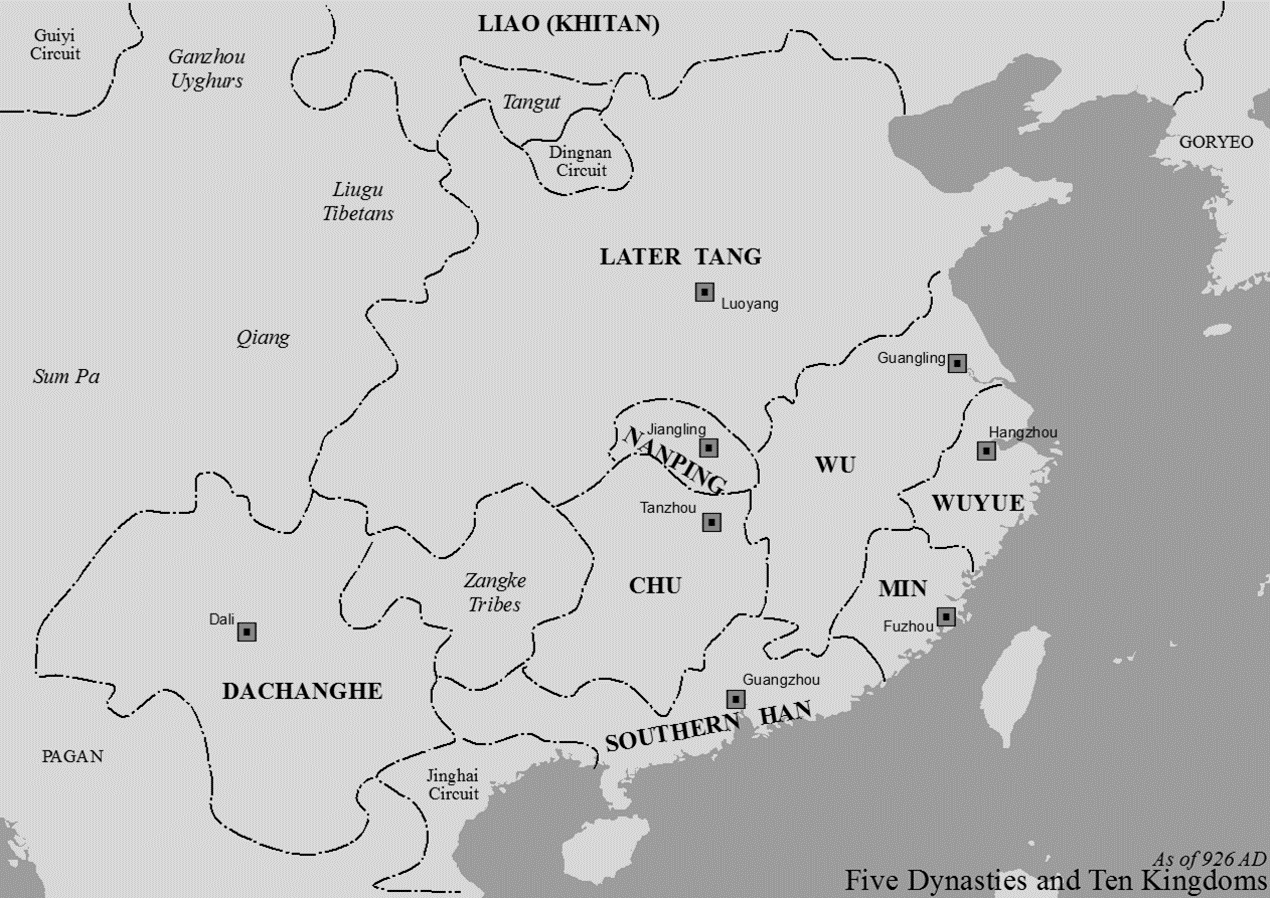
Tang posterior en 926 d. C.

En los últimos años de la dinastía Tang, los caudillos rivales declararon la independencia de las provincias que gobernaban, no todas las cuales reconocían la autoridad del emperador. [Li Keyong]] era el jiedushi del circuito de Hedong, en la actual Shanxi, que formaba una entidad política llamada Jin (晉). Su hijo Li Cunxu y Liu Shouguang lucharon ferozmente contra las fuerzas del régimen para conquistar el norte de China; Li Cunxu triunfó. Derrotó a Liu Shouguang (que había proclamado un Yan Imperio en 911) en 915, y se declaró emperador en 923; en pocos meses, derribó el régimen de Liang Posterior. Así comenzó el Shatuo Tang Posterior, la primera de una larga serie de dinastías conquistadoras. Tras reunificar gran parte del norte de China, en 924 Cunxu recibió la sumisión del reino Qi de Shaanxi, y en 925 Cunxu conquistó la Antigua Shu, un régimen que se había establecido en Sichuan.

### Jin posterior (937-947)

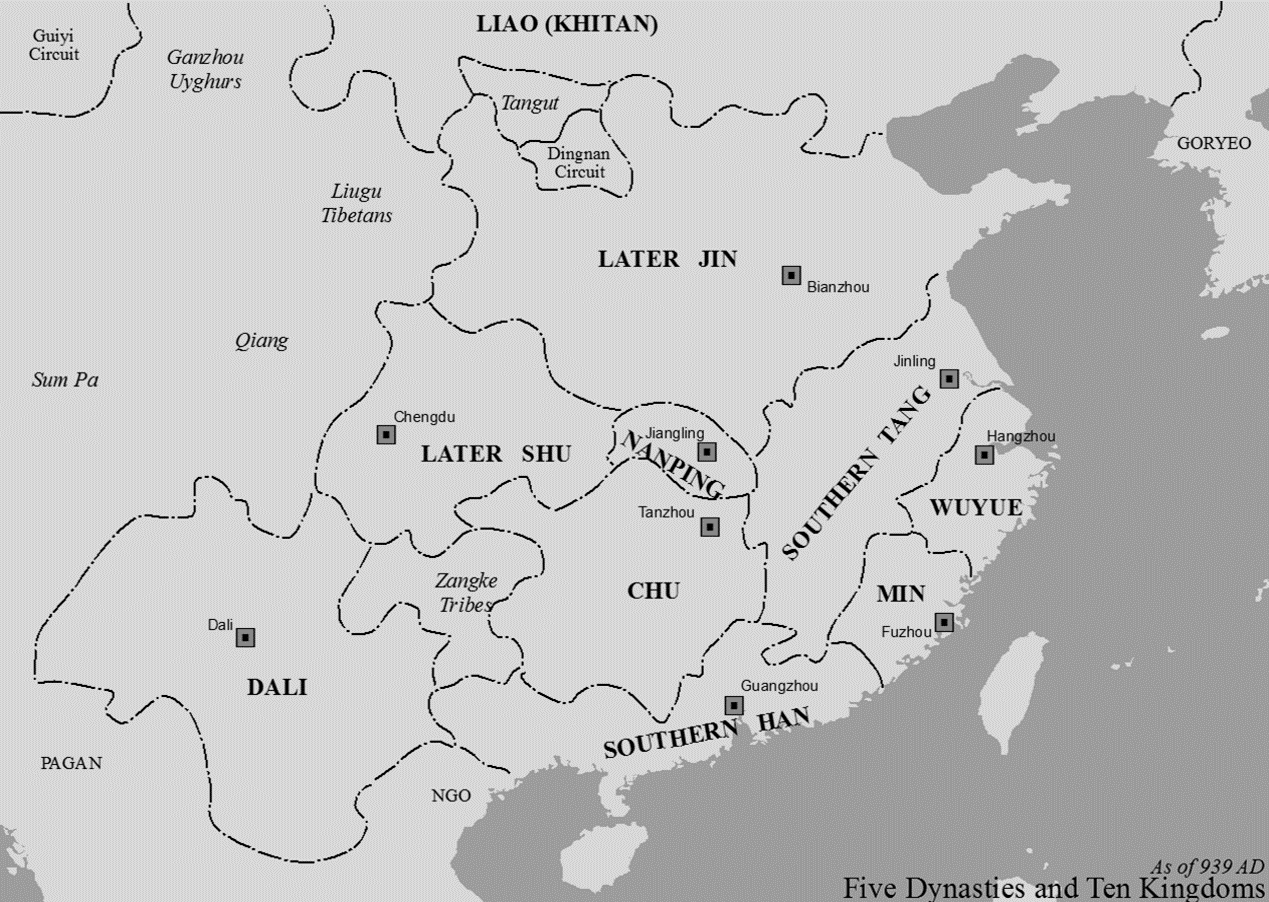
Jin Posterior en 939 d. C.

El Tang Posterior tuvo unos años de relativa calma, seguidos de disturbios. En 934, Sichuan volvió a afirmar su independencia. En 936, Shi Jingtang se rebeló contra Li Congke, el cuarto emperador del Tang Posterior. Shi Jingtang, un Shatuo jiedushi de Taiyuan, contó con la ayuda de la dinastía Liao liderada por el Khitan en su rebelión. A cambio de su ayuda, Shi Jingtang prometió un tributo anual y las Dieciséis Prefecturas (las modernas Hebei del norte y Pekín) a los jitanos. La rebelión tuvo éxito y Shi Jingtang se convirtió en emperador ese mismo año.
Poco después de la fundación de Jin Posterior, los Liao llegaron a considerar al emperador como un gobernante apoderado de China. En 943, los jitanos declararon la guerra y en tres años se apoderaron de la capital, Kaifeng, marcando el fin de Jin Posterior. Pero aunque habían conquistado vastas regiones de China, los jitanos no pudieron o no quisieron controlarlas y se retiraron de ellas a principios del año siguiente.

### Han posterior (947-951)

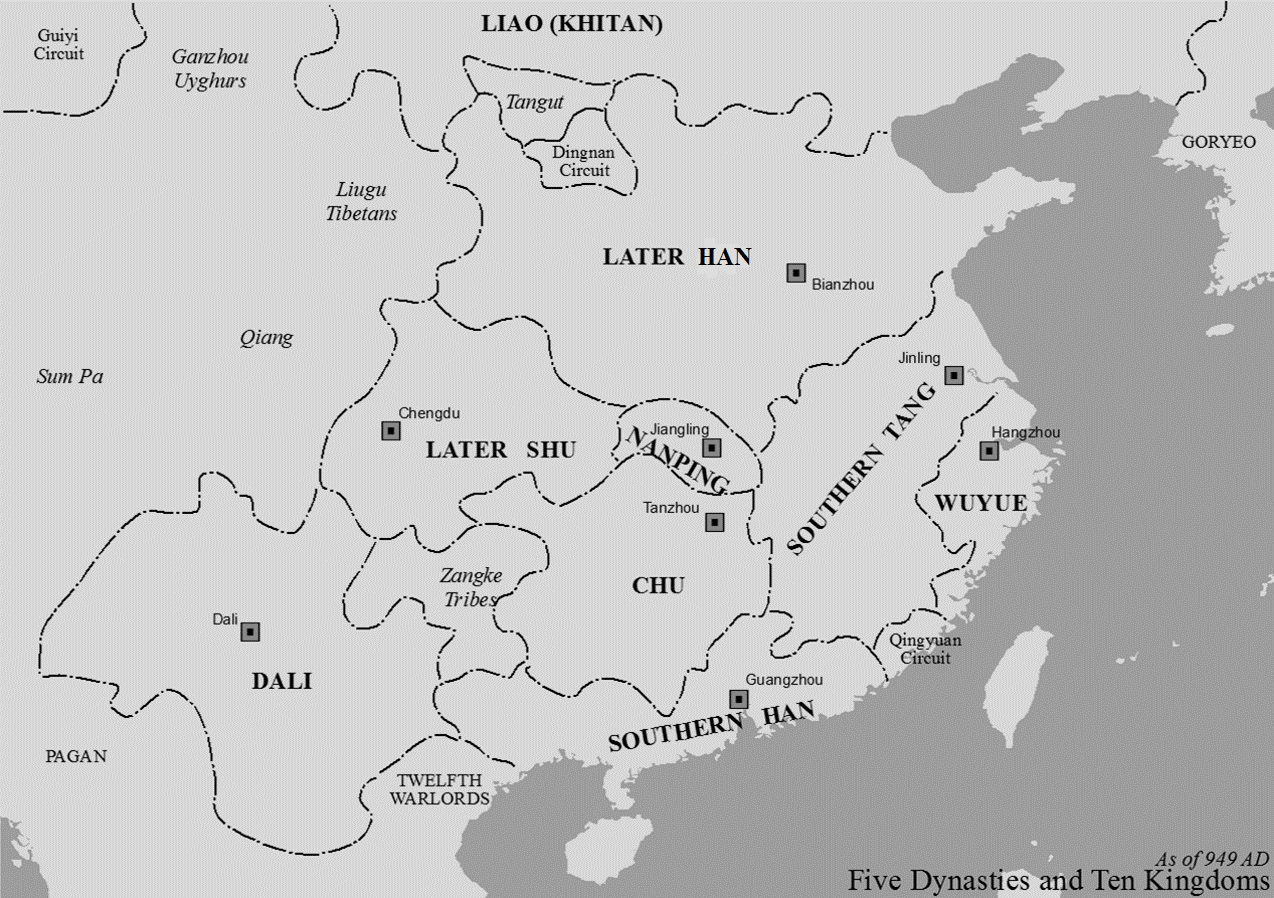
Han Posterior en 949 d. C.

Para llenar el vacío de poder, el jiedushi Liu Zhiyuan entró en la capital imperial en 947 y proclamó el advenimiento de los Later Han, estableciendo un tercer reinado Shatuo sucesivo. Ésta fue la más breve de las cinco dinastías. Tras un golpe de Estado en 951, el general Guo Wei, un chino Han, fue entronizado, comenzando así la Dinastía Zhou Tardía. Sin embargo, Liu Chong, miembro de la familia imperial Han Posterior, estableció un régimen rival Han del Norte en Taiyuan y solicitó la ayuda de los jitanos para derrotar a los Zhou Posteriores.

### Zhou posterior (951-960)

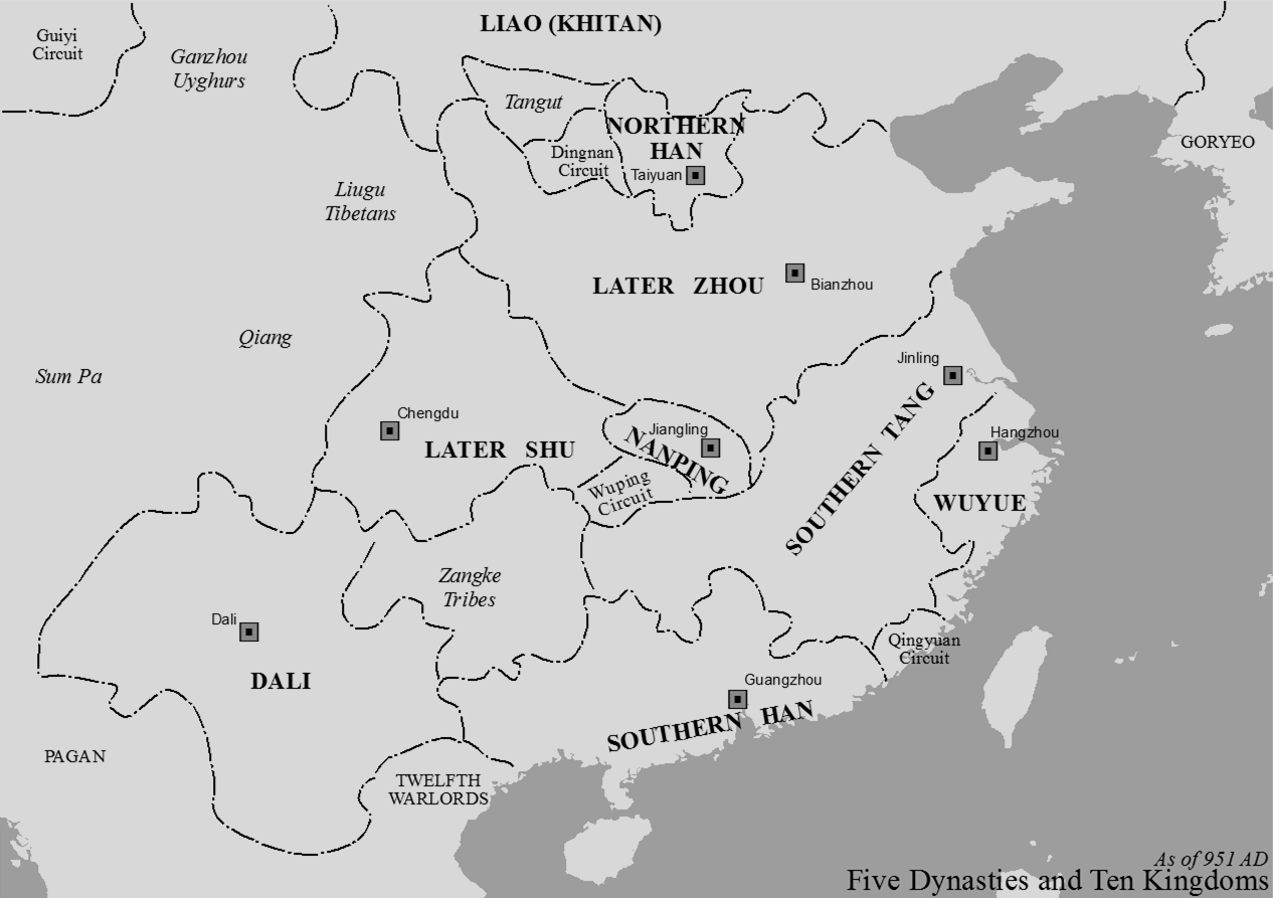
Zhou posterior en 951 d. C.

Tras la muerte de Guo Wei en 954, su hijo adoptivo Chai Rong sucedió en el trono e inició una política de expansión y reunificación. Un mes después de que Chai Rong subiera al trono, Liu Chong, emperador de Han del Norte, se alió con la dinastía Liao para lanzar un asalto contra Zhou Posterior. En contra del consejo del ministro Feng Dao, Chai Rong decidió liderar su ejército contra la incursión. Cuando Chai Rong se enfrentó a Liu Chong en Gao Ping (en la actual Jincheng), dos de los generales de Chai, Fan Aineng y He Hui, huyeron del campo de batalla junto con sus tropas. En este momento crítico, Chai Rong arriesgó su vida para romper la defensa y aplastó a las fuerzas de Liu. Tras esta campaña, Chai Rong consolidó su poder.  Entre 956 y 958, las fuerzas de Zhou Posterior conquistaron gran parte de Tang del Sur, el régimen más poderoso del sur de China, que cedió derrotado todo el territorio al norte del Yangtsé. En 959, Chai Rong atacó a los Liao en un intento de recuperar los territorios cedidos durante el Jin Posterior. Tras muchas victorias, sucumbió en una enfermedad.